# Polygonum bornmuelleri
Polygonum bornmuelleri är en slideväxtart som beskrevs av Litwinow. Polygonum bornmuelleri ingår i släktet trampörter, och familjen slideväxter. Inga underarter finns listade i Catalogue of Life.